# ジョージ・アリアス (ボクサー)
ジョージ・アリアス（George Arias、1974年4月21日 - ）は、ブラジルのプロボクサー。ボクシング元世界ランカー。日本では『一撃』への出場経験がある。

## 来歴

### プロボクシング
- 1996年10月15日、プロデビュー。
- 2001年1月27日、ジョニー・ネルソンの持つWBO世界クルーザー級王座に挑戦するも12R判定負け。
- 2008年9月6日、オードリー・ハリソンに10回判定負け。試合4日前に急遽出場が決まった試合であった。

### キックボクシング
- 2002年1月11日、『一撃』旗揚げ大会でチャン・ブーンとボクシングマッチで対戦し、1RKO勝ち。
- 2002年8月10日、『一撃』第2回大会のメインイベントでマット・スケルトンと一撃キックルールで対戦し、0-3の判定負け。

フランシスコ・フィリォのボクシングコーチも務めていた。

## 戦績
- プロボクシング: 55戦 44勝 31KO 11敗
- プロキックボクシング: 1戦 1敗
- ボクシングマッチ（一撃）: 1戦 1勝 1KO

| 勝敗 | 対戦相手           | 試合結果                 | 大会名                                 | 開催年月日    |
| ×    | マット・スケルトン | 5R終了 判定0-3           | 一撃 8.10 ICHIGEKI【一撃キックルール】 | 2002年8月10日 |
| ○    | チャン・ブーン     | 1R 2:47 KO（フック連打） | 一撃 1.11 ICHIGEKI【ボクシングルール】 | 2002年1月11日 |

## 獲得タイトル
- ブラジルクルーザー級王座
- ブラジルヘビー級王座
- 南米クルーザー級王座
- ラテンアメリカクルーザー級王座
- WBCスペイン語圏インターコンチネンタルヘビー級王座
- WBOラテンアメリカクルーザー級王座
- WBAフェデラテンヘビー級王座